# 青葉の森公園芸術文化ホール
青葉の森公園芸術文化ホール（あおばのもりこうえんげいじゅつぶんかホール、Aobanomori Park Art and Culture Hall）は、千葉県立青葉の森公園内にある多目的ホール。日本初のてりつき屋根（反り屋根）をもつ組み立て式の能舞台がある。

## 建築
青葉の森公園芸術文化ホールは1992年（平成4年）6月15日に千葉県文化会館・東総文化会館に次ぐ3番目の県立ホール（現在は、他に千葉県南総文化ホールがある）として青葉の森公園内に開館した施設である。
構造は、鉄骨鉄筋コンクリート造り　地下1階地上3階 塔屋付、面積は、建築面積：3,349.57m2／延床面積：7,029.13m2となっており、1989年度から総事業費43億円をかけて建設された。
第５回千葉市優秀建築賞受賞（平成4年度、1992年度）、設計者は、株式会社富家建築設計事務所（代表・富家宏泰）、施工者は清水建設株式会社・株式会社大林組。2025年には優良ホール100選に選出。
千葉市の避難場所・避難所に指定されている。

## 設備
- ホール　
  - 一般公演時  座席数877席（1階567席・2階310席）
  - オーケストラピット利用時  座席数839席（1階529席・2階310席）
  - 車椅子用スペース8席
- 練習室
- 会議室
- 展示室

## 利用案内
申込受付時間
- 午前9時から午後5時まで
- 土曜日・日曜日・休日も平常どおり受け付ける。

休館日
- 毎週月曜日（祝日の場合は翌日）
- 12月29日～1月3日

## 交通

### 公共交通機関
- 電車
  - 京成千原線千葉寺駅より徒歩15分[7]
- バス
  - JR東日本・千葉都市モノレール 千葉駅、および京成電鉄 京成千葉駅
    - 千葉駅東口2番乗り場から千葉中央バス　星久喜台経由（誉田駅行き、大宮団地行き、鎌取駅行き、リハビリセンター行き）、「ハーモニープラザ」下車、徒歩8分[7]
    - 千葉駅東口7番乗り場から京成バス　大学病院・南矢作行き、「中央博物館前」下車、徒歩10分[7]

  - JR東日本蘇我駅
    - 蘇我駅東口の2番乗り場から　大学病院行き、「芸術文化ホール前」下車、徒歩5分[7]

### 自動車
- 高速道路
  - 京葉道路 松ヶ丘インターチェンジより車で約10分[7]
  - 千葉東金道路 千葉東インターチェンジより車で約10分[7]
- 駐車場
  - 青葉の森公園北口駐車場（普通車127台（うち身障者用2台）、大型車8台）[7]
  - 青葉の森公園西口駐車場（普通車144台（うち身障者用2台））[7]
  - 青葉の森公園南口駐車場（普通車312台、大型車16台）[7]
    - 料金は普通車が4時間までは300円で4時間を超え8時間以内は600円（以降超過時間1時間までごとに100円）、大型車は1日1回につき2400円[7]。利用時間は午前6時から午後10時まで[7]。